# Дихлорсилан
Дихлорсилан — неорганическое соединение,
хлорпроизводное моносилана с формулой SiH2Cl2,
бесцветный газ,
самовоспламеняется на воздухе.

## Получение
- Реакция хлористого водорода и моносилана в присутствии катализатора:

{\displaystyle {\mathsf {SiH_{4}+HCl\ {\xrightarrow {AlCl_{3},100^{o}C}}\ SiH_{3}Cl+H_{2}}}}
{\displaystyle {\mathsf {SiH_{4}+2HCl\ {\xrightarrow {AlCl_{3},100^{o}C}}\ SiH_{2}Cl_{2}+2H_{2}}}}
{\displaystyle {\mathsf {SiH_{4}+3HCl\ {\xrightarrow {AlCl_{3},100^{o}C}}\ SiHCl_{3}+3H_{2}}}}
{\displaystyle {\mathsf {SiH_{4}+4HCl\ {\xrightarrow {AlCl_{3},100^{o}C}}\ SiCl_{4}+4H_{2}}}}
продукты реакции разделяют фракционной перегонкой.

## Физические свойства
Дихлорсилан образует бесцветный газ,
самовоспламеняется на воздухе.

## Химические свойства
- Реагирует с водой с образованием смеси полисилоксанов.